# Fairview (ort i Irland)
Fairview är en stadsdel i Irlands huvudstad Dublin. Fairview ligger 9 meter över havet och antalet invånare är 3 821.